# Parque Natural Municipal do Jardim do Carmo
O Parque Natural Municipal do Jardim do Carmo é um parque natural situado no bairro de Vila Kosmos, na Zona Norte do Rio de Janeiro. Foi criado por meio do Decreto Municipal Nº 20.723, de 8 de novembro de 2001. No entanto, o parque, que deveria contar com sinalização, equipamentos e recuperação ambiental e paisagística, não foi oficialmente implantado até então.
Os objetivos da implantação do parque, de acordo com o decreto que o criou, são:
1. Promover a recuperação ambiental da região;
2. Possibilitar condições ambientais favoráveis à reintegração da fauna local, favorecendo a restauração ecológica;
3. Oferecer espaços verdes e livres para o lazer;
4. Garantir a reabilitação dos ecossistemas locais existentes;
5. Identificar as potencialidades da área com vistas ao desenvolvimento de atividades que valorizem os ecossistemas da região;
6. Criar área de recreação, lazer e ecoturismo, compatíveis com a preservação dos ecossistemas locais;
7. Promover atividades de educação ambiental visando a integração dos moradores do entorno;
8. Desenvolver plano de gestão que envolva a comunidade de entorno e que viabilize implantação de atividades que promovam a autossustentabilidade;
9. Ampliar o patrimônio ambiental público do município do Rio de Janeiro.